# Витвицкий, Василий Васильевич
Васи́лий Васи́льевич Витви́цкий (16.10.1905, Коломыя, Российская империя — 31.12.1999, США) — украинский музыковед, композитор, общественный и культурный деятель. Доктор искусствоведения (1932).

## Биография
Родился в г. Коломыя в семье учителей. Игре на фортепиано учился во Львове, среднее образование получил в Коломыйской гимназии. Поступил на философский факультет Львовского университета; после его закрытия в 1925—1929 годах учился на философском факультете Ягеллонского университета, где параллельно слушал лекции по украинскому языку и литературе профессоров И. Зилинского и Б. Лепкого. Там же в 1932 году он защитил диссертацию «Руська сольна пісня в Галичині II половини XIX століття».
В 1929—1937 годах — преподаватель теории музыки в филиале Высшего музыкального института им. Лысенко в Перемышле (ныне Пшемысль, Польша), в 1933-37 годах — его директор. Действительный член Научного общества им. Т. Шевченко (до 1939), активист Союза украинских профессиональных музыкантов, референт Украинского издательского института. С 1920 года — сотрудник Института украинского фольклора АН УССР (до 1941), преподаватель Львовской консерватории (1939-44), руководитель музыкального отдела Львовского радио. Участник празднования 100-летнего юбилея Лысенко (Львов, 1942).
После Второй мировой войны некоторое время находился в Вене, был делегатом съезда художественного украинского движения (Аугсбург, Германия, 1946), готовил I съезд и учредительное собрание Объединения украинских музыкантов (апрель 1946, в лагере Карлсфельд возле Мюнхена), на котором был избран его председателем. Обработал музыкальную часть пластового песенника «В дорогу» (Аугсбург, 1949). В этом же году переехал в США (г. Детройт, шт. Мичиган). Позже жил в г. Глен Спей (шт. Нью-Йорк).
Организатор концертно-культурной жизни украинцев, автор многочисленных статей по истории украинской музыки XVIII-XIX веков для «Энциклопедии украиноведения». Прошёл курс библиотечного дела и в дальнейшем работал в этой области. Исследовал творчество С.Воробкевича, Василия Барвинского, М.Гайворонского и др.

## Память
В 2003 году издан сборник трудов (свыше 130 музыковедческих и публицистических статей) Василия Витвицкого под редакцией Л. В. Лехника, им же защищена диссертация на тему «Василий Витвицкий: музикознавча и композиторское наследие»
В июле 2009 года в киевском Доме актёра состоялся концерт из цикла «Возвращение имени», посвящённый творчеству Василия Витвицкого.

## Семья
Сын — Богдан Витвицкий, юрист в посольстве США на Украине (на июль 2009 года). Внуки.

## Сочинения
- Диригентський порадник. Львів, 1938 [у співавт.]
- Взаємини М. Лисенка з I.Франком. Львів, 1942
- Михайло Гайворонський: Життя і творчість. Нью-Йорк, 1954
- М. С. Березовський. Джерсі-Сіті, 1974
- Музичними шляхами. Спогади. Мюнхен, 1989.